# Cha 110913-773444

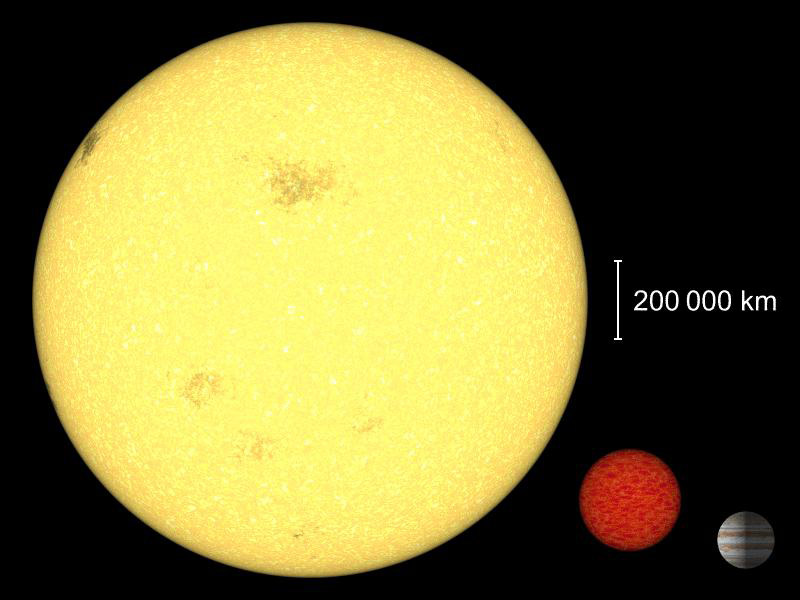
Porównanie rozmiarów Cha 110913-773444 ze Słońcem (z lewej) i Jowiszem (z prawej)

Cha 110913-773444 – obiekt astronomiczny znajdujący się w gwiazdozbiorze Kameleona, oddalony o 500 lat świetlnych od Ziemi i otoczony dyskiem protoplanetarnym.
Został on odkryty przez zespół naukowców pod kierunkiem Kevina Luhmana z Pennsylvania State University przy pomocy Kosmicznego Teleskopu Spitzera, Kosmicznego Teleskopu Hubble'a i dwóch naziemnych teleskopów w Andach Chilijskich.
Wiek Cha 110913 szacowany jest na około 2 miliony lat, masa obiektu wynosi około 8 razy więcej niż masa Jowisza. 
Nie ustalono ostatecznie, czy obiekt powinien być klasyfikowany jako brązowy podkarzeł, czy jako samotna planeta (ang. free-floating planet – obiekt przypominający planetę, ale nie orbitujący wokół żadnej gwiazdy). Wokół obiektu prawdopodobnie powstaje układ planetarny; jest to najmniejszy znany układ tego typu, 100 razy mniejszy od Układu Słonecznego.